# دالة الإشارة

دالة الإشارة (y = sgn(x

في الرياضيات، دالة الإشارة (بالإنجليزية: Sign function) هي دالة رياضية فردية تستأصل إشارة عدد حقيقي ما.

## خصائص الدالة
كل عدد حقيقي يساوي جداء قيمته المطلقة وإشارته، كما يلي:
{\displaystyle x=\operatorname {sgn}(x)\cdot |x|\,.}
- مجال تعريف الدالة : (+∞ ;-∞).
- مدى الدالة : {1+;0;1-}.
- هي دالة فردية·

## دالة الإشارة بالنسبة للأعداد العقدية
يمكن أن تعمم دالة الإشارة على الأعداد العقدية كما يلي:
{\displaystyle \operatorname {sgn}(z)={\frac {z}{|z|}}}
حيث z عدد عقدي ما مختلف عن الصفر. إشارة عدد عقدي هي النقطة الواقعة على دائرة الوحدة في المستوى العقدي التي هي الأقرب من z. إذن، عندما يختلف z عن الصفر، فإن:
{\displaystyle \operatorname {sgn}(z)=e^{i\arg z}\,,}
حيث arg هي دالة العمدة.